# Kirstinsaari (ö i Södra Savolax)
Kirstinsaari är en ö i Finland. Den ligger i sjön Pieni Pyhävesi och i kommunen Mäntyharju i den ekonomiska regionen  S:t Michel och landskapet Södra Savolax, i den södra delen av landet, 170 km nordost om huvudstaden Helsingfors. Öns area är 1,3 hektar och dess största längd är 170 meter i öst-västlig riktning.